# Eva Zora
Eva Zora (* 28. Februar 1937 in Zagreb) ist eine französische Filmeditorin jugoslawischer Herkunft.

## Leben
Ihre erste Arbeit als Editorin lieferte die in Zagreb geborene Zora für die Filmkomödie Oh! Qué mambo (1959) mit Michel Serrault. Es folgten Dokumentarfilme wie Beschreibung eines Kampfes (1960) sowie der mit dem Oscar ausgezeichnete Kurzfilm Heureux Anniversaire. Nachdem sie 1965 die französische Staatsbürgerschaft erhalten hatte, war sie von 1967 bis 1970 bei den Louis-de-Funès-Filmen Balduin, der Ferienschreck (1967), Balduin, der Heiratsmuffel (1968) und Balduin, der Schrecken von St. Tropez (1970) für den Tonschnitt zuständig.
Ab den 1970er Jahren wirkte Zora als Editorin von Filmen wie Jean-Claude Brialys Sommerliebelei (1974) mit Romy Schneider sowie Robert Enricos Thriller Das Netz der tausend Augen (1974) mit Jean-Louis Trintignant. Für das im Zweiten Weltkrieg angesiedelte Filmdrama Das alte Gewehr (1975), ebenfalls mit Romy Schneider in der Hauptrolle, erhielt Zora eine Nominierung für den 1976 erstmals vergebenen Filmpreis César in der Kategorie Bester Schnitt. Für den Film Die unmögliche Sophie (1981) arbeitete Zora erneut unter der Regie von Jean-Claude Brialy. Daraufhin war Zora nur noch sporadisch als Editorin tätig, zuletzt im Jahr 2006.

## Filmografie (Auswahl)
- 1959: Oh! Qué mambo
- 1960: USA ohne Maske (L’Amérique insolite) (Dokumentarfilm)
- 1960: Beschreibung eines Kampfes (Description d’un combat) (Dokumentarfilm)
- 1962: Heureux Anniversaire (Kurzfilm)
- 1963: Der schöne Mai (Le Joli mai) (Dokumentarfilm)
- 1969: Muhammad Ali, der Größte (Muhammad Ali, the Greatest) (Dokumentarfilm)
- 1972: Die kleinen Bosse (Les Caïds)
- 1974: Sommerliebelei (Un amour de pluie)
- 1974: Das Netz der tausend Augen (Le Secret)
- 1975: Das alte Gewehr (Le Vieux fusil)
- 1975: Es regnet über Santiago (Il pleut sur Santiago)
- 1977: Die wilden Mahlzeiten (René la canne)
- 1981: Die unmögliche Sophie (Les Malheurs de Sophie)
- 1983: Flucht in den Abgrund (Effraction)
- 1985: Joy und Joan (Joy et Joan)
- 1986: Yiddish Connection
- 1989: Jour après jour
- 1992–1993: Une famille formidable (TV-Reihe, sechs Folgen)
- 1993: Joy – Tempel der Lust (Joy et Joan chez les pharaons)
- 1997: Cassidi et Cassidi: Le démon de midi (TV-Film)
- 1997: Cassidi et Cassidi: Le prix de la liberté (TV-Film)
- 2006: Louis Page – L’Enfant de la providence (TV-Reihe, eine Folge)

## Auszeichnungen
- 1976: Nominierung für den César in der Kategorie Bester Schnitt für Das alte Gewehr